# Vlag van Eestrum

Vlag van Eestrum

De vlag van Eestrum is de dorpsvlag van het Nederlandse dorp Eestrum, in de Friese gemeente Tietjerksteradeel. De vlag werd in 1984 geregistreerd.
Bij gemeenteraadsbesluit van 22 november 1984 zijn een wapen en een vlag vastgesteld voor de 16 dorpen van de gemeente Tietjerksteradeel. Het ontwerp van de vlag is van de hand van Piet Bultsma.

## Beschrijving
De beschrijving van de vlag is als volgt:
Vluchtschuin gedeeld van groen en geel; in het groen de witte kop van een schaap, van opzij gezien.
De kleuren zijn afkomstig van het dorpswapen.

## Symboliek
- Tweedeling: verwijst naar de ligging van de lage graslanden nabij het Bergumermeer en de hogere gronden van de Ies.[2]

Kleurstelling: ontleend aan het wapen van Tietjerksteradeel en verbeeldt agrarische producten van het dorp.
- Schapenkop: in het verleden werd er onterecht vanuit gegaan dat de dorpsnaam Jistrum zoveel betekent als "schapenhok".[2][3]